# Sommer-Paralympics 2000/Goalball
Bei den Sommer-Paralympics 2000 in Sydney wurden zwei Wettbewerbe im Goalball ausgetragen.

## Männer
| Platz | Land | Sportler                                                                                                   |
| ----- | ---- | --- |
| 1     | DEN  | Soren Jensen, Ferudun Kahraman, Henri Nooyen, Martin Enggaard Pedersen, Peter Weichel, Thomas Wetche       |
| 2     | LTU  | Egidijus Biknevicius, Arvydas Juchna, Algirdas Montvydas, Genrik Pavliukianec, Marius Zibolis              |
| 3     | SWE  | Jimmy Björkstrand, Niklas Hultqvist, Torsten Karlsson, Boris Samuelsson, Mikael Stahl, Niklas Wetterstroem |
| 4     | ESP  | Roberto Abenia, Ricardo Fernandez, Vicente Galiana, Raúl García, Hipolito Gonzalez, Manuel Panadero        |

## Frauen
| Platz | Land | Sportler                                                                                                 |
| ----- | ---- | --- |
| 1     | CAN  | Amy Alsop, Carrie Anton, Nathalie Chartrand, Viviane Forest, Nancy Morin, Contessa Scott                 |
| 2     | ESP  | Maria Angeles Calderon, Concepcion Dueso, Concepcion Hernandez, Sara Luna, Jessica Malagon, Begona Redal |
| 3     | SWE  | Helena Gustavsson, Malin Gustavsson, Josefine Jaelmestal, Anna Nilsson, Lena Saarensalo, Sarah Winberg   |
| 4     | FIN  | Marja Katajisto, Mahabad Namiq, Heidi Orava, Maria-Terttu Piiroinen, Katja Posio, Päivi Tolppanen        |